# Lee Tomlin
Lee Marc Tomlin (* 12. Januar 1989 in Leicester) ist ein ehemaliger englischer Fußballspieler, der zuletzt bei den Doncaster Rovers unter Vertrag stand.

## Karriere

### Rushden & Diamonds
Lee Tomlin debütierte am 15. Oktober 2005 im Alter von nur 16 Jahren für Rushden & Diamonds bei einem 0:0 bei den Wycombe Wanderers. Für den Viertligisten bestritt er bis zum Saisonende 2005/06 insgesamt 21 Ligaspiele, stieg jedoch als Tabellenletzter aus der Football League Two ab. Die folgenden vier Spielzeiten verbrachte er mit seinem Team in der fünftklassigen Conference National. In der Saison 2009/10 erzielte er vierzehn Treffer und verpasste mit seiner Mannschaft in den Play-offs die Rückkehr in die vierte Liga.

### Peterborough United
Am 6. August 2010 gab der Drittligist Peterborough United die Verpflichtung des 21-jährigen Lee Tomlin bekannt. In der Football League One 2010/11 zog Tomlin (37 Ligaspiele/8 Tore) mit United als Tabellenvierter in die Play-offs ein. Nach einem Erfolg über Milton Keynes Dons zog der Verein ins Finale ein und setzte sich dort mit 3:0 gegen Huddersfield Town durch. Der Aufsteiger sicherte sich in der Football League Championship 2011/12 als Tabellenachtzehnter den Klassenerhalt. In der anschließenden Spielzeit konnte Tomlin seine Torausbeute von acht auf elf Treffer ausbauen, damit jedoch nicht den Abstieg seiner Mannschaft in die dritte Liga verhindern.

### FC Middlesbrough
Am 31. Januar 2014 wechselte Tomlin auf Leihbasis bis zum Saisonende zum Zweitligisten FC Middlesbrough. Bereits drei Wochen später wurde das Leihgeschäft in eine feste Verpflichtung umgewandelt und der 25-Jährige mit einem Vertrag bis 2017 ausgestattet. Mit vier Treffern in vierzehn Ligaspielen der Football League Championship 2013/14 konnte Tomlin einen guten Einstand in Middlesbrough feiern. 2014/15 bestritt er zweiundvierzig Ligaspiele und erzielte dabei sieben Tore. Zudem zog er mit dem FC Middlesbrough als Tabellenvierter in die Play-offs ein und erzielte beim 3:0 im Rückspiel des Halbfinals (Hinspiel 2:1 für Middlesbrough) gegen den FC Brentford einen weiteren Treffer. Das Finale am 25. Mai 2015 verlor Tomlin mit seinem Team 0:2 gegen Norwich City und verpasste somit den Aufstieg in die Premier League. Bereits im Januar 2015 war Lee Tomlin für seine guten Leistungen zum Spieler des Monats der zweiten Liga ausgezeichnet worden.

### AFC Bournemouth und Bristol City
Im August 2015 wechselte er zum Premier-League-Aufsteiger AFC Bournemouth und unterzeichnete dort einen Vertrag über drei Jahre. Aufgrund zu geringer Einsatzzeiten wurde er im Januar 2016 an den Zweitligisten Bristol City ausgeliehen. Nach überzeugenden Leistungen mit sechs Ligatreffern unterschrieb Lee Tomlin im Sommer 2016 auf fester Vertragsgrundlage in Bristol.

### Cardiff City
Am 13. Juli 2017 gab Cardiff City die Verpflichtung von Tomlin bekannt, lieh ihn jedoch bereits Ende Januar 2018 wieder an Nottingham Forest aus.